# Sigtuna kommun
Sigtuna kommun är en kommun i Stockholms län. Centralort är Märsta. Den näst största tätorten är Sigtuna, från vilken kommunen tagit sitt namn.

## Administrativ historik
Kommunens område motsvarar socknarna: Haga, Husby-Ärlinghundra, Lunda, Norrsunda, Odensala, Sankt Olof, Sankt Per, Skepptuna, Skånela och Vidbo. I dessa socknar bildades vid kommunreformen 1862 landskommuner med motsvarande namn; dock bildades Sankt Olofs och Sankt Pers landskommun gemensamt för de två socknarna. I området fanns även Sigtuna stad som 1863 bildade en stadskommun. 
1948 införlivades Sankt Olofs och Sankt Pers landskommun i Sigtuna stad. Vid kommunreformen 1952 sammanlades landskommunerna i Skepptuna landskommun och Märsta landskommun, medan Sigtuna stad inkorporerade Haga landskommun.
1967 utökades Märsta landskommun med delar ur den då upplösta Skepptuna landskommun (Lunda, Skepptuna och Vidbo). Sigtuna kommun bildades vid kommunreformen 1971 av Sigtuna stad och Märsta landskommun.
Kommunen ingick från bildandet till 1977 i Stockholms läns västra domsaga, från 1977 till 2007 i Sollentuna domsaga och kommunen ingår sedan 2007 i Attunda domsaga.
Kommunen ingår sedan 2010 i Förvaltningsområdet för finska. 

## Geografi
Sigtuna kommun är belägen i de södra delarna av landskapet Uppland vid sjön Mälarens östra strand. Kommunen gränsar i nordöst till Norrtälje kommun, i öster till Vallentuna kommun, i söder till Upplands Väsby kommun och i sydväst till Upplands-Bro kommun, alla i Stockholms län. I nordväst gränsar kommunen till Håbo kommun och i norr till Knivsta kommun, båda i Uppsala län.

### Topografi och hydrografi
Sigtuna kommun präglas av en varierad natur bestående av skogar och jordbrukslandskap. De västra och mellersta delarna av kommunen kännetecknas av stora lerslätter. I öst reser sig små bergknallar av granit och gnejs upp ur lersedimenten, inklusive kommunens högsta punkt, Jernberget (65 m över havet). Genom östra delen av kommunen  slingrar sig Stockholmsåsen, som har påverkats av grustäkter och är svårt sargad. I söder av kommunen ligger den välkända fågelsjön Fysingen, medan Garnsviken norr om centralorten är en av Mälarens många vikar som successivt växer igen och utgör viktiga områden för fågellivet.

### Administrativ indelning
Fram till 2016 var kommunen för befolkningsrapportering indelad i
- Husby-Ärlinghundra församling
- Norrsunda församling
- Sigtuna församling
- Skepptuna församling
- Valsta församling

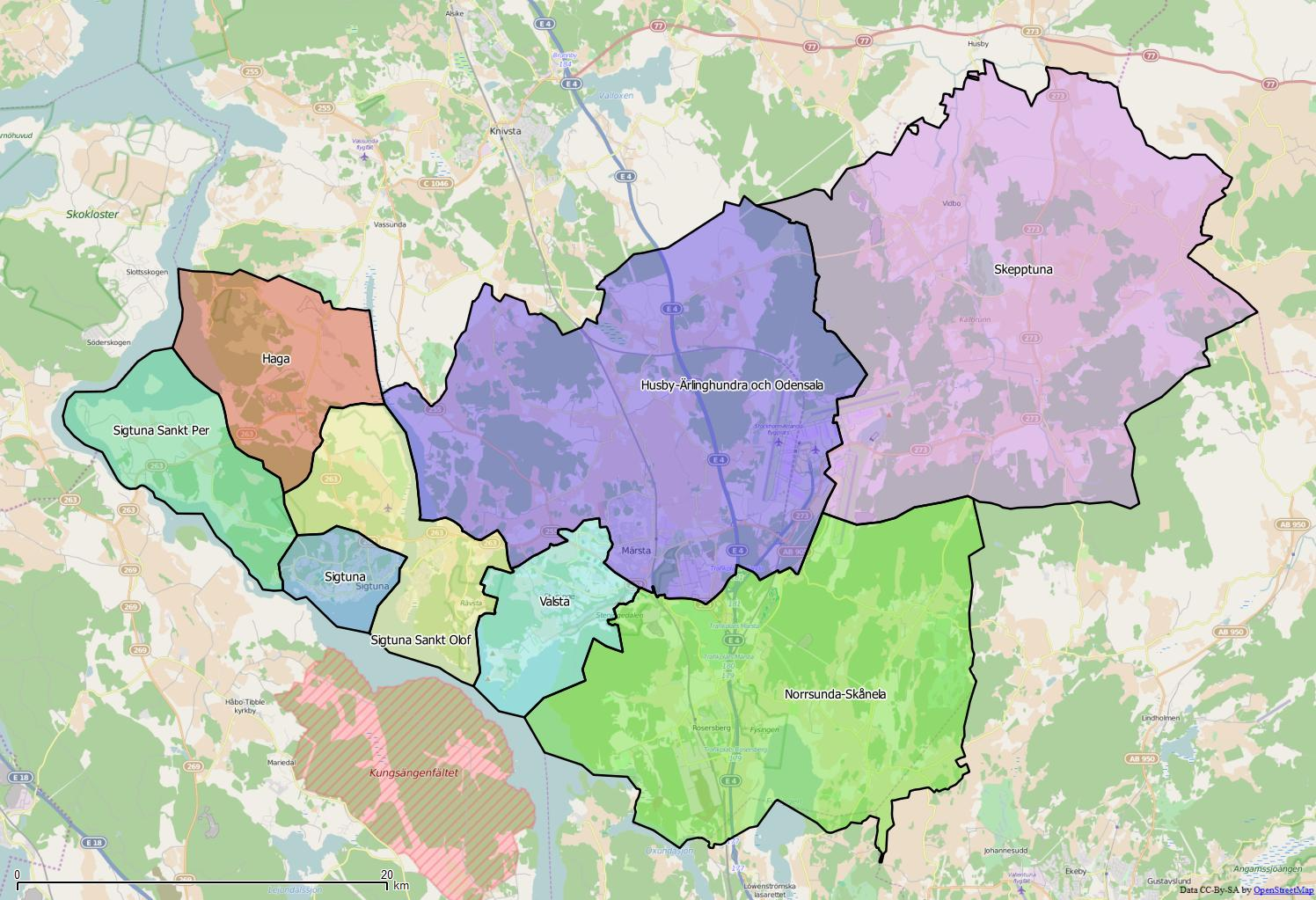
Distrikt inom Sigtuna kommun

Från 2016 indelas kommunen i följande distrikt:

- Haga
- Husby-Ärlinghundra och Odensala
- Norrsunda-Skånela
- Sigtuna
- Sigtuna Sankt Olof
- Sigtuna Sankt Per
- Skepptuna
- Valsta

### Tätorter
| Namn           | Antal invånare | Datum            |
| -------------- | -------------- | ---------------- |
| Märsta         | 27 034         | 31 december 2015 |
| Sigtuna        | 9 074          | 31 december 2015 |
| Rosersberg     | 1 765          | 31 december 2015 |
| Steningehöjden | 1 130          | 31 december 2015 |
| Granby         | 240            | 31 december 2015 |

### Postadress
- Arlandastad (195 XX)
- Märsta (195 XX)
- Rosersberg (195 XX)
- Sigtuna (193 XX)
- Steningehöjden (195 65)
- Stockholm-Arlanda (190 XX)

Dessutom ligger vissa delar i norr under postorten Knivsta (741 XX)

## Styre och politik

### Styre
| År        | Partier | Partier | Partier | Partier | Partier | Partier |
| --------- | ------- | ------- | ------- | ------- | ------- | ------- |
| 1994-1998 | S       | V       | MP      |         |         |         |
| 1998-2002 | M       | C       | FP      | KD      | SFS     | SPI     |
| 2002-2006 | S       | V       | MP      |         |         |         |
| 2006-2010 | S       | C       | MP      |         |         |         |
| 2010-2014 | S       | MP      | C       |         |         |         |
| 2014-2017 | S       | MP      | L       |         |         |         |
| 2017-2018 | M       | L       | MP      | KD      | SFS     | C       |
| 2018-2022 | M       | C       | L       | KD      | SFS     |         |
| 2022-2023 | M       | C       | L       | KD      | SFS     |         |
| 2024-     | M       | SD      | KD      | SFS     |         |         |

### Kommunfullmäktige

#### Presidium
| Presidium 2022-2026    | Presidium 2022-2026 | Presidium 2022-2026 |
| ---------------------- | ------------------- | ------------------- |
| Ordförande             | M                   | Erik Langby         |
| Förste vice ordförande | M                   | Gunilla Holmgren    |
| Andre vice ordförande  | S                   | Susan Jibran        |

#### Mandatfördelning 1970–2022
| 2 | 22 |  | 10 | 8 | 6 |

| 41 | 8 |

| 3 | 20 | 2 | 11 | 6 | 7 |

| 37 | 12 |

| 2 | 21 | 3 | 10 | 5 | 8 |

| 36 | 13 |

| 3 | 22 | 3 | 7 | 4 | 10 |

| 28 | 21 |

| 2 | 23 | 2 | 6 | 2 |  | 13 |

| 29 | 20 |

| 2 | 20 |  | 2 | 4 | 6 | 14 |

| 28 | 21 |

| 2 | 19 | 2 |  | 2 | 3 | 6 | 14 |

| 28 | 21 |

|  | 18 |  | 2 | 2 | 3 | 5 | 2 | 15 |

| 31 | 18 |

|  | 24 |  |  | 3 | 4 | 15 |

| 32 | 19 |

| 4 | 17 |  |  |  |  |  |  | 3 | 17 |

| 29 | 22 |

| 3 | 21 |  |  |  |  | 6 | 3 | 13 |

| 31 | 20 |

|  | 21 |  |  |  |  |  | 4 |  | 15 |

| 30 | 21 |

|  | 23 |  |  | 3 |  | 3 |  | 14 |

| 32 | 19 |

|  | 19 | 3 | 5 |  |  | 3 |  | 14 |

| 33 | 18 |

| 3 | 12 |  | 7 |  | 3 | 3 | 3 | 16 |

| 27 | 24 |

| 4 | 18 |  | 8 |  |  | 3 | 3 | 19 |

| 34 | 27 |

### Nämnder

#### Kommunstyrelse
| Presidium 2022–2026    | Presidium 2022–2026 | Presidium 2022–2026 |
| ---------------------- | ------------------- | ------------------- |
| Ordförande             | M                   | Mattias Askerson    |
| Förste vice ordförande | M                   | Johan Henrikson     |
| Andre vice ordförande  | S                   | Marie Axelsson      |

#### Lista över kommunstyrelsens ordförande
| Namn | Namn             | Från | Till | Politisk tillhörighet |
| ---- | ---------------- | ---- | ---- | --------------------- |
|      | Peter Kockum     | 1998 | 2002 | Moderaterna           |
|      | Anders Johansson | 2002 | 2013 | Socialdemokraterna    |
|      | Lars Bryntesson  | 2013 | 2016 | Socialdemokraterna    |
|      | Ibrahim Khalifa  | 2016 | 2017 | Socialdemokraterna    |
|      | Olov Holst       | 2017 | 2025 | Moderaterna           |
|      | Mattias Askerson | 2025 |      | Moderaterna           |

#### Övriga nämnder
Utöver kommunstyrelsen finns åtta nämnder i kommunen.
| Nämnd                      | Ordförande | Ordförande       | Förste vice ordförande | Förste vice ordförande | Andre vice ordförande | Andre vice ordförande    |
| -------------------------- | ---------- | ---------------- | ---------------------- | ---------------------- | --------------------- | ------------------------ |
| Bygg- och miljönämnden     | M          | Mats Weibull     | SD                     | Lars Petersson         | S                     | Carina Henriksson Pearce |
| Krisledningsnämnden        | M          | Mattias Askerson | M                      | Mats Weibull           | S                     | Marie Axelsson           |
| Kultur- och fritidsnämnden | SfS        | Lars Björling    | M                      | Karolina Holst         | S                     | Rolando Rosales          |
| Socialnämnden              | M          | Anna Malm Kelfve | KD                     | Kurt Pettersson        | S                     | Thore Nyman              |
| Utbildningsnämnden         | M          | Johan Henrikson  | SD                     | Rune Öhlund            | S                     | Emel Karakaya            |
| Valnämnden                 | M          | Kjell Holmgren   | S                      | Annika Nilsson         |                       |                          |
| Vård- och omsorgsnämnden   | KD         | Erik Sedig       | M                      | Josefin Brodd          | S                     | Tomas Brandell           |

Källa:

### Valresultat 2022
| Parti                            | Valdistrikt              | Valdistrikt | Kommun  |
| Parti                            | Starkaste                | Andel       | Andel   |
| -------------------------------- | ------------------------ | ----------- | ------- |
| M                                | Munkholmen               | 48,88 %     | 30,71 % |
| S                                | Norra Valsta             | 48,38 %     | 28,99 % |
| SD                               | Lunda-Skepptuna-Vidbo    | 28,57 %     | 13,76 % |
| V                                | Tingvalla                | 12,20 %     | 6,25 %  |
| KD                               | Odensala                 | 8,34 %      | 4,69 %  |
| L                                | Norra Sigtuna            | 8,42 %      | 4,33 %  |
| C                                | Norra Rosersberg-Skånela | 8,92 %      | 3,93 %  |
| MP                               | Brännbo-Klockbacken      | 6,81 %      | 3,21 %  |
| SfS                              | Sjudargården-S:t Per     | 9,56 %      | 2,51 %  |
| PNy                              | Södra Valsta             | 4,39 %      | 0,82 %  |
| Data hämtat från Valmyndigheten. |                          |             |         |

Exklusive uppsamlingsdistrikt. Partier som fått mer än en procent av rösterna i minst ett valdistrikt redovisas.

## Ekonomi och infrastruktur

### Näringsliv
I Sigtuna kommun domineras näringslivet främst av transport och samfärdsel, med Arlanda som den främsta arbetsplatsen som rymmer över 13 000 anställda inom olika branscher. Arlanda, som är en av Sveriges största flygplatser, är en knutpunkt för både nationell och internationell flygtrafik och har en betydande ekonomisk inverkan på regionen. Utöver flygplatsen fungerar kommunen även som ett viktigt utbildnings- och konferenscentrum, lockande besökare och affärsresenärer från när och fjärran. Dessutom huserar Sigtuna många små och medelstora industriföretag, vilket bidrar till en varierad näringslivsstruktur och skapar arbetstillfällen inom olika sektorer.

### Infrastruktur

#### Transporter
Inom kommunen ligger Stockholms internationella flygplats Arlanda. I nord-sydlig riktning genomkorsas kommunen av E4. I Märsta avtar länsväg 273 åt nordöst, länsväg 263 åt väster och länsväg 255 åt nordväst. Nord-sydlig riktning har även järnvägen Ostkustbanan som trafikeras av Stockholms pendeltåg med stopp vid Rosersberg, Märsta och Arlanda.

## Befolkning

### Demografi

#### Befolkningsutveckling
| Befolkningsutvecklingen i Sigtuna kommun 1970–2020                                                              | Befolkningsutvecklingen i Sigtuna kommun 1970–2020 | Befolkningsutvecklingen i Sigtuna kommun 1970–2020 | Befolkningsutvecklingen i Sigtuna kommun 1970–2020 | Befolkningsutvecklingen i Sigtuna kommun 1970–2020 |
| --- | -------------------------------------------------- | -------------------------------------------------- | -------------------------------------------------- | -------------------------------------------------- |
| |                                                    |                                                    |                                                    |                                                    |
| År |                                                    |                                                    | Folkmängd                                          |                                                    |
| 1970 | 1970                                               |                                                    | 26 062                                             |                                                    |
| 1975 | 1975                                               |                                                    | 26 615                                             |                                                    |
| 1980 | 1980                                               |                                                    | 28 276                                             |                                                    |
| 1985 | 1985                                               |                                                    | 29 300                                             |                                                    |
| 1990 | 1990                                               |                                                    | 31 485                                             |                                                    |
| 1995 | 1995                                               |                                                    | 33 406                                             |                                                    |
| 2000 | 2000                                               |                                                    | 35 001                                             |                                                    |
| 2005 | 2005                                               |                                                    | 36 711                                             |                                                    |
| 2010 | 2010                                               |                                                    | 39 990                                             |                                                    |
| 2015 | 2015                                               |                                                    | 44 786                                             |                                                    |
| 2020 | 2020                                               |                                                    | 49 537                                             |                                                    |
| Anm: Uppgifterna avser förhållandena den 31 december enligt den kommunala indelningen den 1 januari året efter. |                                                    |                                                    |                                                    |                                                    |

#### Utländsk bakgrund
Den 31 december 2016 utgjorde antalet invånare med utländsk bakgrund (utrikes födda personer samt inrikes födda med två utrikes födda föräldrar) 19 124, eller 41,33 % av befolkningen (hela befolkningen: 46 274 den 31 december 2016). Den 31 december 2002 utgjorde antalet invånare med utländsk bakgrund enligt samma definition 9 426, eller 26,35 % av befolkningen (hela befolkningen: 35 771 den 31 december 2002).
| Bakgrund den 31 december 2016                 | Antal  | Andel   | Varav män | Kvinnor |
| --------------------------------------------- | ------ | ------- | --------- | ------- |
| Utrikes födda                                 | 14 377 | 31,07 % | 7 343     | 7 034   |
| Inrikes födda med två utrikes födda föräldrar | 4 747  | 10,26 % | 2 489     | 2 258   |
| Inrikes födda med en inrikes född förälder    | 4 173  | 9,02 %  | 2 151     | 2 022   |
| Inrikes födda med två inrikes födda föräldrar | 22 977 | 49,65 % | 11 524    | 11 453  |

#### Invånare efter de vanligaste födelseländerna
Följande länder är de 10 vanligaste födelseländerna för befolkningen i Sigtuna kommun.
| Födelseland 31 december 2021 | Födelseland 31 december 2021 | Födelseland 31 december 2021 | Födelseland 31 december 2021 | Födelseland 31 december 2021 |
| ---------------------------- | ---------------------------- | ---------------------------- | ---------------------------- | ---------------------------- |
| Nr                           | Land                         | Antal                        | Andel                        | Andel i hela riket           |
| 1                            | Sverige                      | 32 087                       | 63,83 %                      | 80,00 %                      |
| 2                            | Pakistan                     | 1 203                        | 2,39 %                       | 0,23 %                       |
| 3                            | Irak                         | 1 197                        | 2,38 %                       | 1,40 %                       |
| 4                            | Finland                      | 1 079                        | 2,15 %                       | 1,31 %                       |
| 5                            | Syrien                       | 919                          | 1,83 %                       | 1,88 %                       |
| 6                            | Polen                        | 906                          | 1,80 %                       | 0,91 %                       |
| 7                            | Somalia                      | 641                          | 1,28 %                       | 0,67 %                       |
| 8                            | Afghanistan                  | 596                          | 1,19 %                       | 0,60 %                       |
| 9                            | Turkiet                      | 581                          | 1,16 %                       | 0,52 %                       |
| 10                           | Iran                         | 553                          | 1,10 %                       | 0,80 %                       |

#### Utländska medborgare
Den 31 december 2016 hade 7 392 invånare (15,97 %), varav 3 997 män och 3 395 kvinnor, ett utländskt medborgarskap och saknade samtidigt ett svenskt sådant. Personer som har både utländskt och svenskt medborgarskap räknas inte av Statistiska centralbyrån som utländska medborgare.

## Kultur

### Kulturarv

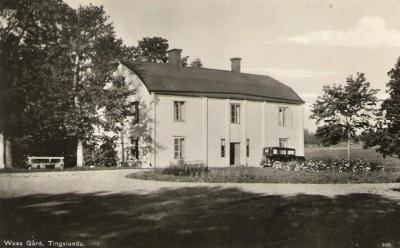
Vasa gård i Skepptuna, Sigtuna kommun. Stamgård för Vasaätten.

Bland kulturarv i kommunen kan nämnas slotten: Rosersbergs slott, Steninge slott, 
Skånelaholm och Venngarns slott.

### Kommunvapen
Blasonering: I blått fält en krona av guld mellan tre sexuddiga stjärnor av silver, ordnade två och en.
Bilden i Sigtuna kommunvapen fördes av Sigtuna stad som sigill från 1311 och på en fana från 1651. Vapnet blev aldrig officiellt fastställt av Kungl. Maj:t för staden utan antogs i samband med kommunbildningen 1971 och registrerades hos PRV 1974 i enlighet med ny lagstiftning.